# Савоини, Еремей Яковлевич
Еремей Яковлевич Савоини (1776—1836) — российский командир эпохи наполеоновских войн, генерал от инфантерии.

## Биография
Джеронимо Савоини родился во Флоренции 1 мая 1776 года, откуда в 1787 года его семья переселилась в Россию, в Новороссийский край, куда отец его был вызван соотечественником, известным устроителем края, тогда ещё подполковником де Рибасом. В доме последнего Савоини и провел годы отрочества и юности.
Де Рибас же определил Савоини сержантом в Мариупольский легкоконный полк. В 1789 году, 22 лет от роду, молодой итальянец начинает свою боевую службу и отличается при взятии будущей Одессы, Гаджибейского замка и Бендер, за что 20 декабря 1790 года производится в прапорщики армии с переводом в Николаевский приморский гренадерский полк и в том же году в рядах этого полка принимает участие во взятии Измаила Суворовым, состоя в «речном отряде» своего покровителя генерал-майора де Рибаса, в 1 колонне генерал-майора Арсеньева, за что награждается установленным за взятие Измаила знаком и свидетельством за подписью Суворова о мужестве его на приступе, по словам Михайловского-Данилевского, а в марте 1791 года участвует во взятии Мачина и в ночном поиске под Браиловым, чем и кончается его боевая служба в турецких войнах царствования Екатерины II.
11 декабря 1791 года Савоини производится в подпоручики, 6 марта 1794 года переводится в Приморский Днепровский гренадерский полк, а по расформировании его 8 ноября того же года — в Черноморский гренадерский корпус, а с производством в поручики 22 сентября 1795 года переводится в Ладожский пехотный полк, в котором 12 декабря 1797 года производится в штабс-капитаны и капитаны, а 19 июля 1803 года за ревностную службу в майоры.
В 1806 года поступает с полком в 13-ю пехотную дивизию под командованием герцога Ришельё и в составе этого полка принимает участие в блокаде Измаила и отражении из него вылазок, а во время Слободзейского перемирия, 4 мая 1808 года назначается уже командиром Ладожского пехотного полка, с которым надолго связывает свою судьбу и имя.
12 декабря 1808 года Савоини производится в подполковники и с открытием военных действий 1809 года назначается со своим полком в отдельный отряд графа Ланжерона, направленный в середине августа из Бухареста к Дунаю. 29 августа отряд этот подходил к Фрасине (близ Журжи) и граф Ланжерон, желая выманить турок из занимаемой ими у деревень Дая и Фрасине позиции, скрыв отряд в лощине, выдвинул вперед авангард, пехотой которого, тремя батальонами ладожцев, командовал Савоини. Турецкая конница, лично предводимая Бошняк-агой, стремительно атаковала ладожцев, которых энергичный и распорядительный Савоини мгновенно построил в каре и встретил турецкую конницу стеной штыков и ружейным огнём, и, отражая все попытки турок смять предводимые им батальоны, причем сам Бошняк-яга был ранен пулей ладожского стрелка, дождался прибытия к нему на выручку всего отряда, перешедшего в общее наступление, что имело последствием полное поражение турок. Граф Ланжерон говорит в своих записках о подвиге Савоини: «офицеры и солдаты с одинаковой ревностью, мужеством и присутствием духа друг друга перещеголяли, последуя примеру их начальника, подполковника Савоини». За бой 29 августа при Фрасине Савоини, упрочивший здесь репутацию смелого и энергичного штаб-офицера, был награждён орденом святого Владимира 4 степени с бантом.

В конце июля 1810 года подполковник Савоини с обоими батальонами своего Ладожского полка был направлен через Рущук в Сербию на усиление возвращенного туда же из малой Валахии отряда генерал-майора Исаева с поручением осадить турецкую крепость Прагово, а когда осада была установлена, Савоини с Ладожским полком, с частью кавалерии, дружинами сербов и арнаутов поставлен на ниготинской дороге, для наблюдения за крепостями Ниготин и Брегово, но 3 августа граф Цукато, вверив весь отряд графу Орурку, притянул его к крепости Прагово, подходя к которой, предводимые Савоини батальоны были атакованы турками из крепости, но блистательно отбили это нападение, после чего отряд этот был направлен на усиление осаждавших крепость Делиград сербов, куда Савоини, по бездорожью и преодолевая существенные местные трудности дикого края, пришел со своими ладожцами 21 августа, став у местечка Бани, а 22 августа в колонне графа Орурка повел их на штурм ближайшего к крепости Бани редута. Не обращая внимания на картечный и ружейный огонь, отважный подполковник Савоини, подавая пример, довел лично один батальон до рва, а с поддержкой его вторым батальоном Савоини ворвался в редут, что привело к капитуляции врага. Произведенный несколько ранее в полковники, Савоини был награждён за этот бой 30 ноября 1811 года орденом Святого Георгия 4-го класса № 1018 
В воздаяние отличного мужества и храбрости, явленных против турок при штурме укрепления Бани, 22 августа 1810 года, где первый пошел на штурм сей и чрез то, ободрив подчиненных, взял укрепление Трику и три знамя и был виновником всего успеха и одержанной над неприятелем победы.
От крепости Бани отряд графа Орурка обратился к м. Варварину на реке Мораве, где стоял 15-тысячный турецкий отряд Ахмед-Рушид-паши и, перейдя на левый берег реки Моравы у Ясика, 26 августа встретился здесь с атаковавшим его Ахмед-пашой, причем командование левым флангом всего отряда было поручено полковнику Савоини, под начальством которого были, кроме его ладожцев и нескольких батальонов регулярной пехоты, ещё только что им лично сформированные и обученные сербские дружины. Все атаки турок на его левый фланг были им отражены и за отличие в этом сражении Савоини получил золотую саблю «За храбрость». С отходом отряда графа Орурка обратно к Варварину и уменьшением его отряда, Ахмед-паша перешел снова в наступление и атаковал его 6 сентября, направив главную атаку на левый фланг, возглавляемый Савоини, по отбитии которой весь отряд перешёл в общее наступление и рассеял турок. Сформированные Савоини дружины сербов показали стойкость и выучку, что было поставлено в особую заслугу отличившегося здесь вновь ладожского полковника, и он был награждён орденом Святой Анны 1 степени.
Принимал участие в Отечественной войне 1812 года и Войне шестой коалиции. В 1821 году Савоини принял российское подданство, а 21 мая 1825 года удостоен звания генерал-лейтенанта русской императорской армии. С 22 сентября 1829 года командовал 4-м пехотным корпусом; занимал должность председателя Комитета для рассмотрения проекта положения о взыскании и пополнении недостатков при сдаче полков.
6 декабря 1833 года Савоини произведён в генералы от инфантерии и назначен членом генерал-аудиториата.
Скончался 7 (19) апреля 1836 года в Санкт-Петербурге и с почестями похоронен на Смоленском евангелическом кладбище города; вместе с ним погребены Юлия (1814—1831), скончавшаяся в Одессе дочь Пелагеи Саражановичевой, а также его дочь Екатерина и внук Николай Теннер (1831—1886).
Насколько высоко ценились двором заслуги и достоинства Савоини, видно из того, что кроме указанных отличий он получил 30 монарших благоволений, 15 тысяч рублей единовременно от императора Николая I, который сложил с него ещё и 21 тысячу рублей казённого долга (огромные по тем временам суммы).
От брака с Людвигой Даниловной Дункель (ум. после 1850), сестрой масона Леопольда Дункеля, имел детей: дочь Екатерину (1803—1875; замужем за К. И. Теннером) и сына Александра (1817—1861; поручик Уланского полка).

## Литкература
- Колюбакин Б. Савоини, Еремей Яковлевич // Русский биографический словарь : в 25 томах. — СПб.—М., 1896—1918.
- Словарь русских генералов, участников боевых действий против армии Наполеона Бонапарта в 1812—1815 гг. // Российский архив. История Отечества в свидетельствах и документах XVIII—XX вв. : Сборник. — М.: студия «ТРИТЭ» Н. Михалкова, 1996. — Т. VII. — С. 544-545. — ISSN 0869-20011. (Комм. А. А. Подмазо)